# 승기천
승기천(承基川)은 인천광역시 미추홀구 용현동 수봉산에서 발원하여 연수구 동춘동 남동공단 유수지에서 황해로 흘러드는 하천이다. 남동구 구월동 838-46에서 남동공단 유수지까지 6.20 km 구간은 대한민국의 지방하천으로 관리된다. 중상류는 도시화 과정에서 대부분 복개되었으며, 지금은 하수종말처리장에서 정화한 물을 지방하천의 기점인 (구)구월농축산물도매시장 인근에서 유입시킴으로써 하천의 형태를 유지하고 있다.

## 이름
| Daedongyeojido (Gyujanggak) 13-05.jpg |  |
|                                       |  |

승기천의 이름은 승학산 북쪽에 있던 마을인 승기리(承基里, 지금의 신비마을 일대)에서 따 온 것으로, 승기리는 한때 마을이 없어졌다가 도로 생겨났다 하여 붙은 이름이라는데 확실하지 않다. 또한 ‘승기천’이라는 명칭은 《삼국사기》부터 〈대동여지도〉까지 전혀 나타나지 않는 점으로 볼 때, 후대의 누군가 창작한 이름으로 보인다. 다만 유일하게 조선 철종 때의 〈동여도〉에 동천(東川)이라는 이름으로 기록되어 있다.
1911년경의 《조선지지자료》에는 경기도 인천부 구읍면 관청리, 향교리(이상 현 관교동), 산성리, 학산리(이상 현 문학동)를 흐르는 하천으로 ‘관산ᄂᆡ(官山川)’라는 이름이 기록되어 있는데, 이는 지리상 승기천을 가리키는 이름으로 추정된다.

## 역사
1910년대의 지도에는 수봉산 동쪽 사충리(士忠里, 현재의 주안동 신기마을 일대)에서 시작하여 동쪽으로 흐르다가, 지금의 승기사거리(옛 동양장사거리) 부근에서 남쪽으로 흐르기 시작하여 도장리(道章里, 현재의 선학동 북쪽)에서 바다로 유입하는 하천으로 그려져 있다. 수봉산에서 승기사거리 사이 구간은 지금의 주안2동과 4동을 동서로 통과하였다. 도장리 남쪽 구간은 바다의 갯골로서 지금의 선학동, 남촌동, 논현동 부근을 흘러 나가다가, 대원례도와 소원례도의 동쪽으로 이어졌다.
그러다가 지금의 연수구와 남동구 사이의 바다에 남동염전을 조성한 뒤부터는, 갯골은 남동염전 동쪽으로 흘러 옛 수인선 남동역 동쪽에서 바다로 유입되는 하천이 되었으며, 유로는 이전과 같았다. 남동염전은 인천 지역에 주안염전에 이어 두 번째로 만들어진 근대식 염전으로, 1921년에 건설되었다. 조선총독부의 제3기 염전 건설 계획의 일환으로 만들어진 남동염전은 1920년 9월부터 축조가 시작되어 1921년 12월에 준공하였는데, 척전리(尺前里, 지금의 동춘동 청량산과 봉재산 사이)의 1구 염전(105정보), 승기천 하구를 가로막아 만든 2구 염전(105정보), 논현리의 3구 염전(90정보)으로 구성되었다.
1985년에 남동공단 건설을 위하여 한국토지개발공사가 갯벌을 매립하고 부지를 조성하면서 남동염전이 없어지고 승기천의 직강화공사가 이루어져, 지금은 연수구와 남동공단의 경계를 이루며 흐르다가 인천 도시철도 1호선 동막역 부근에서 황해로 유입되는 하천이 되었다. 한편, 미추홀구 일대의 승기천 중상류는 1980년대 후반에 복개되었다. 어느 용현동 토박이의 증언에 의하면, 승기천 상류는 폭이 좁고 물이 맑았으며, 인천용일초등학교 쪽 수봉산 독쟁이고개에서 시작되는 물줄기와 인천기계공업고등학교 쪽에서 시작되는 물줄기가 신기마을(지금의 주안7동 쪽)에서 합쳐져 이루어진다고 한다.

## 지류
승기천의 가장 긴 지류는 문학산과 승학산 사이에서 발원하는 하천으로, 관교동의 여러 골짜기에서 내려오는 소하천들을 모아 동쪽으로 흘러 승기천 본류로 합류하였다.
동춘동 방향, 연수동 방향, 남촌동 방향, 고잔동 방향으로 이어지는 네 갈래의 작은 갯골도 승기천 갯골로 흘러들었다. 인천광역시 연수구 청학동 문학산 기슭에 있던 수영장인 ‘청학풀장’은 이 갯골로 흘러드는 지류의 물을 사용하였다. 문학산에서 나와 청량산 동쪽을 지나 대원례도와 소원례도의 서쪽을 통과하는 지류는 조선 시대 인천군 먼우금면(遠又邇面)의 동쪽 경계를 이루기도 하였다.

## 사진

### 볼거리와 즐길거리
연수구 원인재역 인근의 승기천의 산책로 풍경이다.

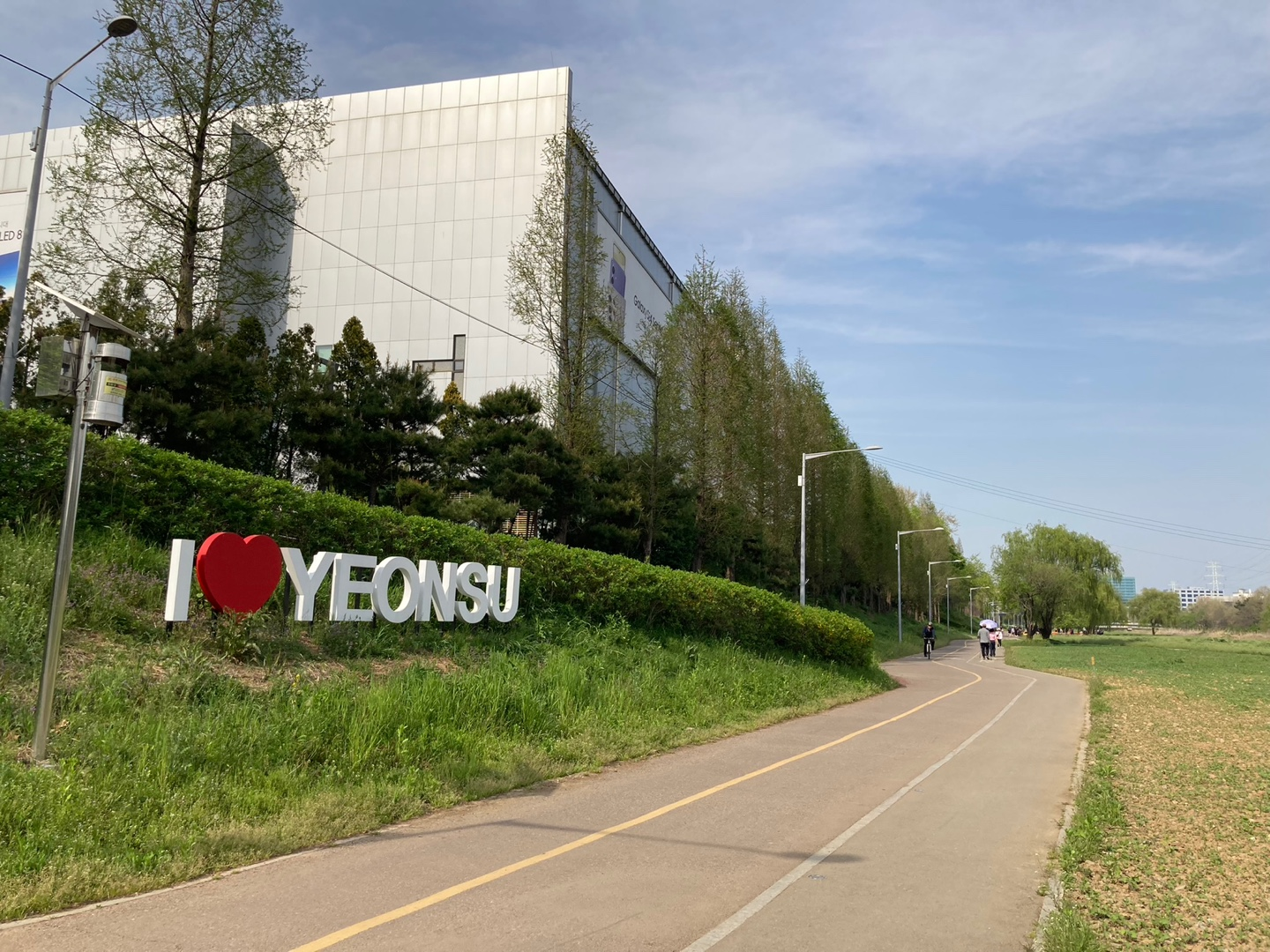
아이러브연수 조형판
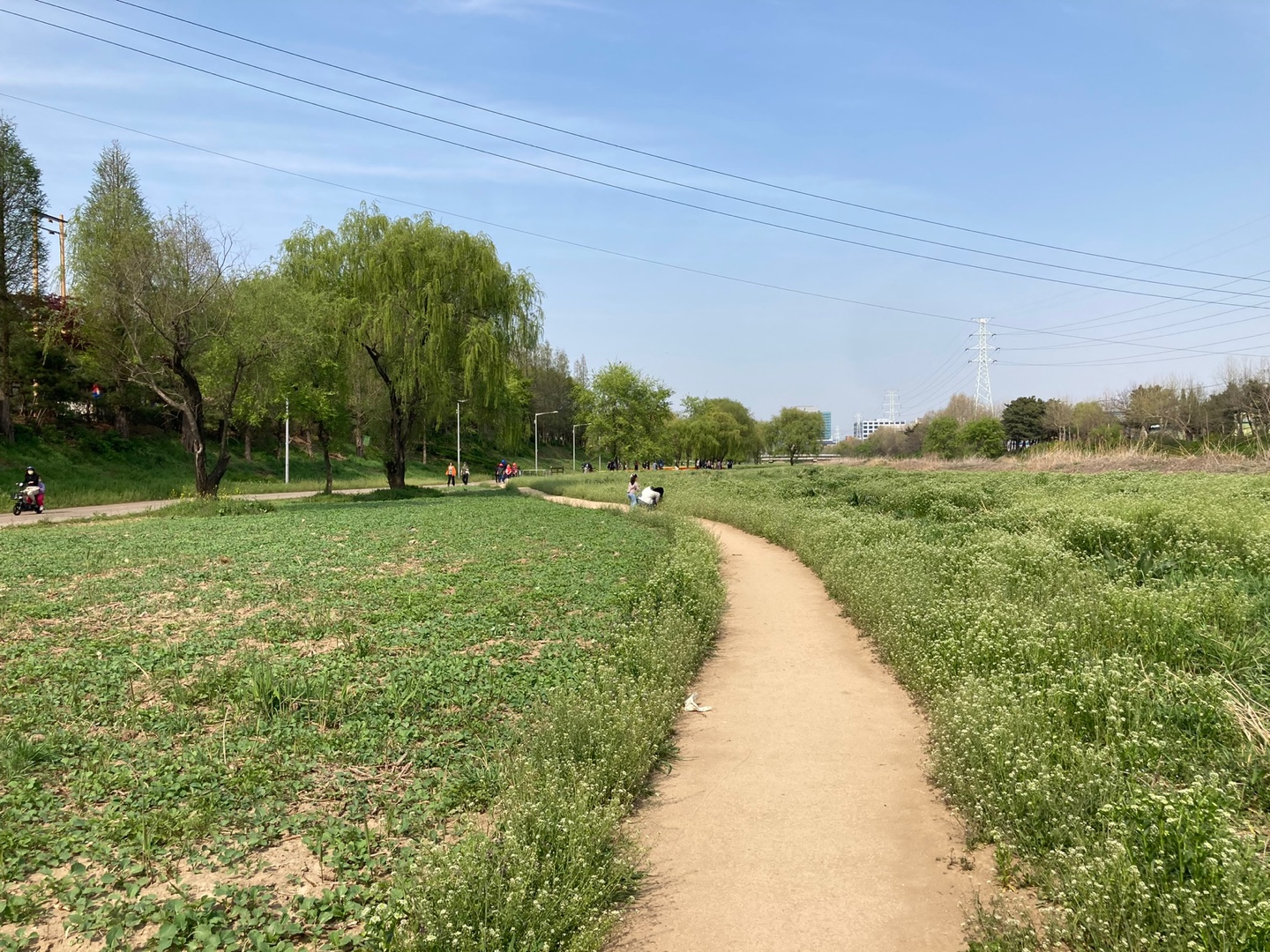
승기천 보행로
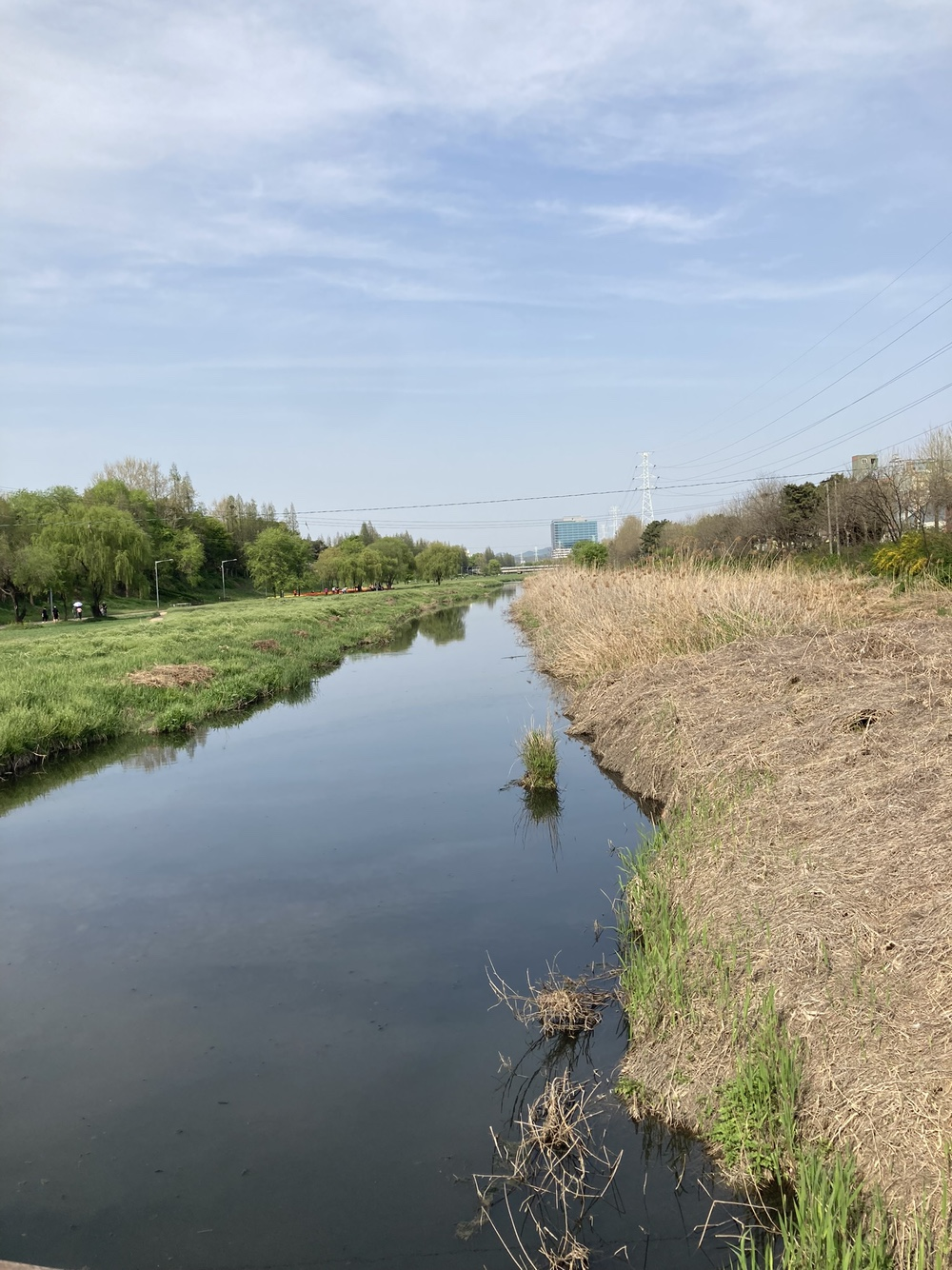
승기천(원인재역 인근)
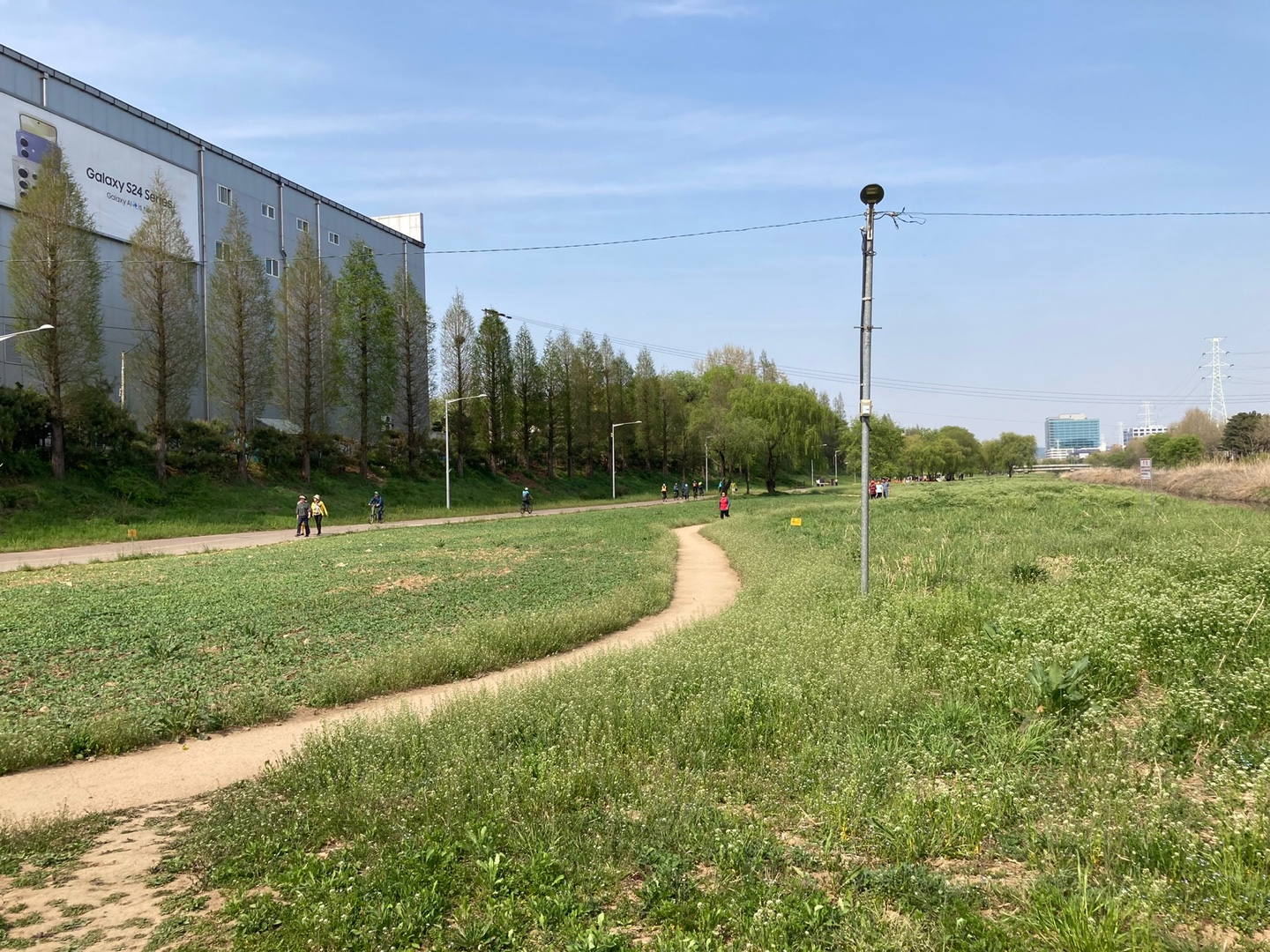
승기천 보행로
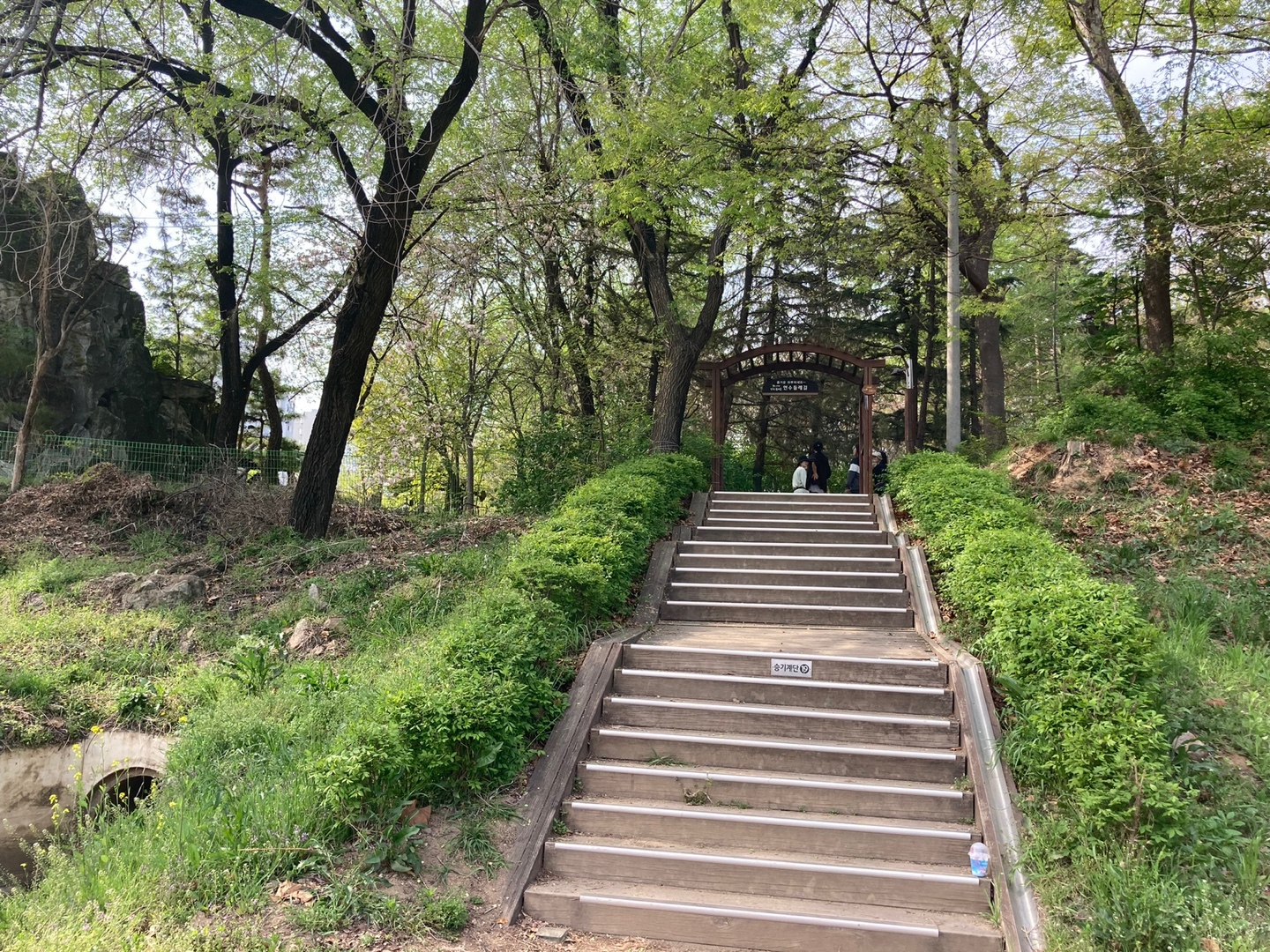
승기천 원인재역 부근 계단

### 연수 튤립축제(매년 4월, 승기천에서도 식재)
원인재역과 가까운 승기천 정원을 꾸며놓아 반응이 좋다보니 해마다 열린다.  튤립을 눈으로만 봐야 하며, 꺾거나 가져가면 안된다.
- 식재위치 : 인천광역시 연수구 경원대로 294 뒷편의 계단을 내려가면 나오는 승기천

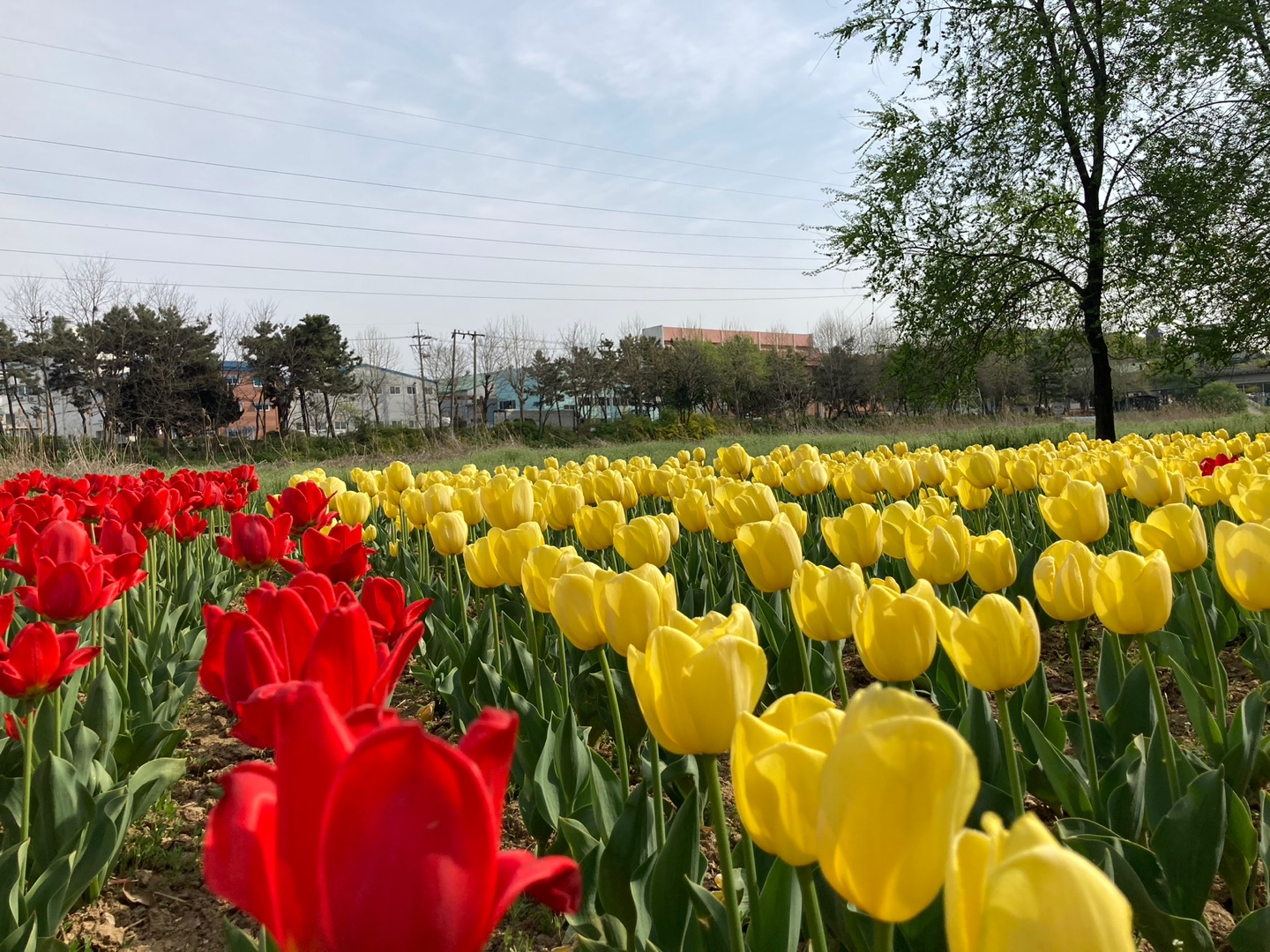
튤립정원
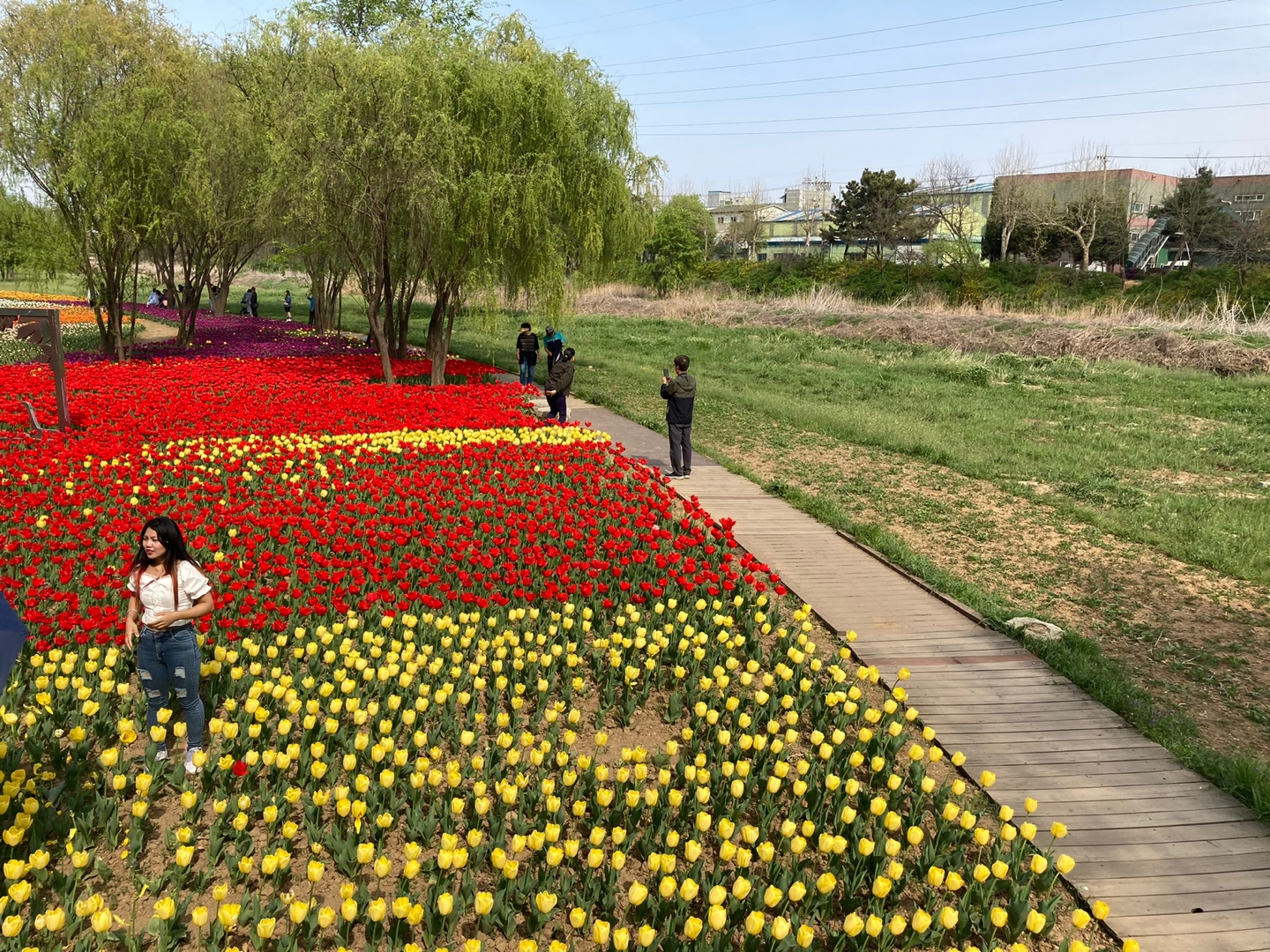
빨강, 노랑 정원
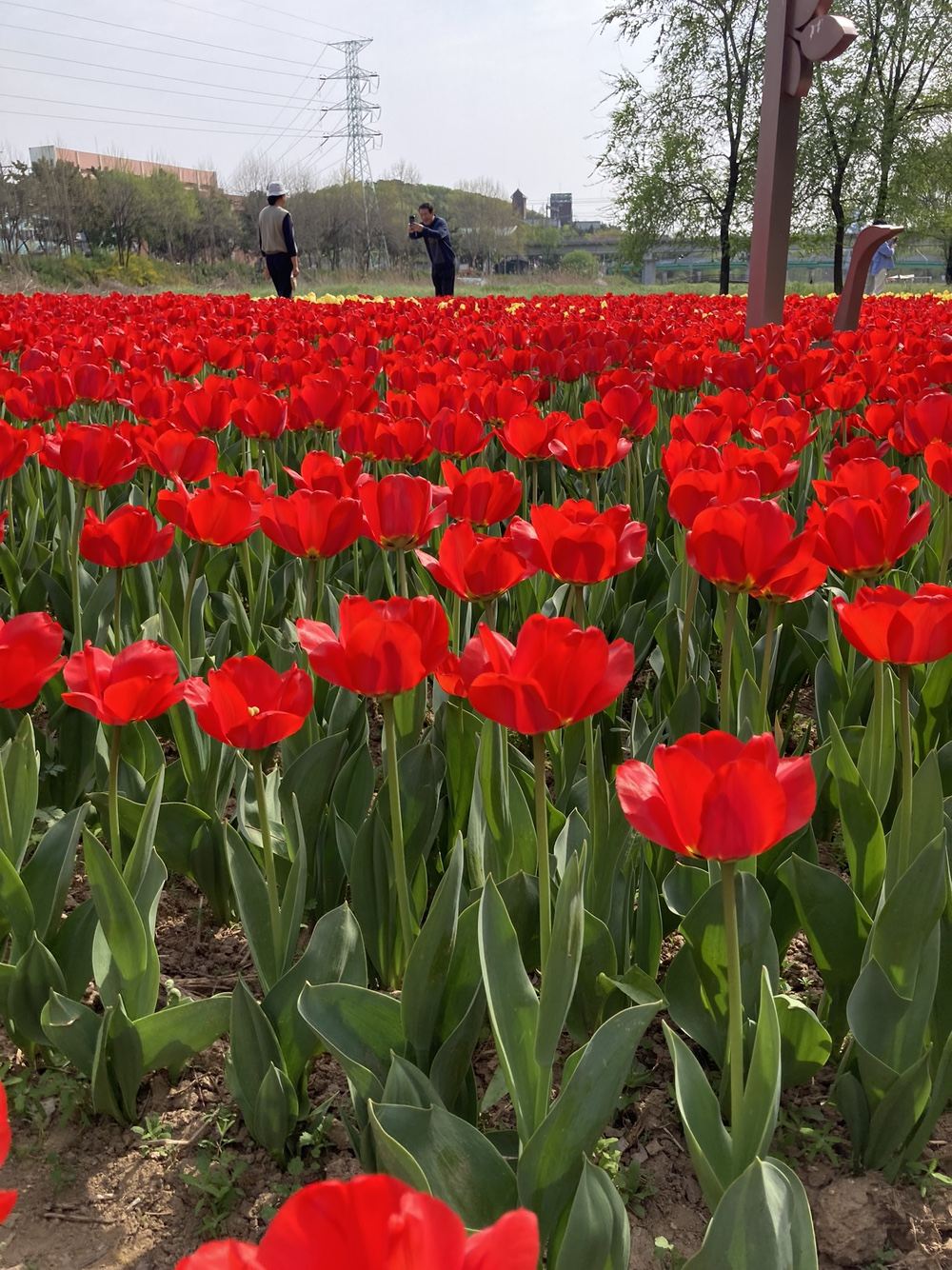
빨간튤립
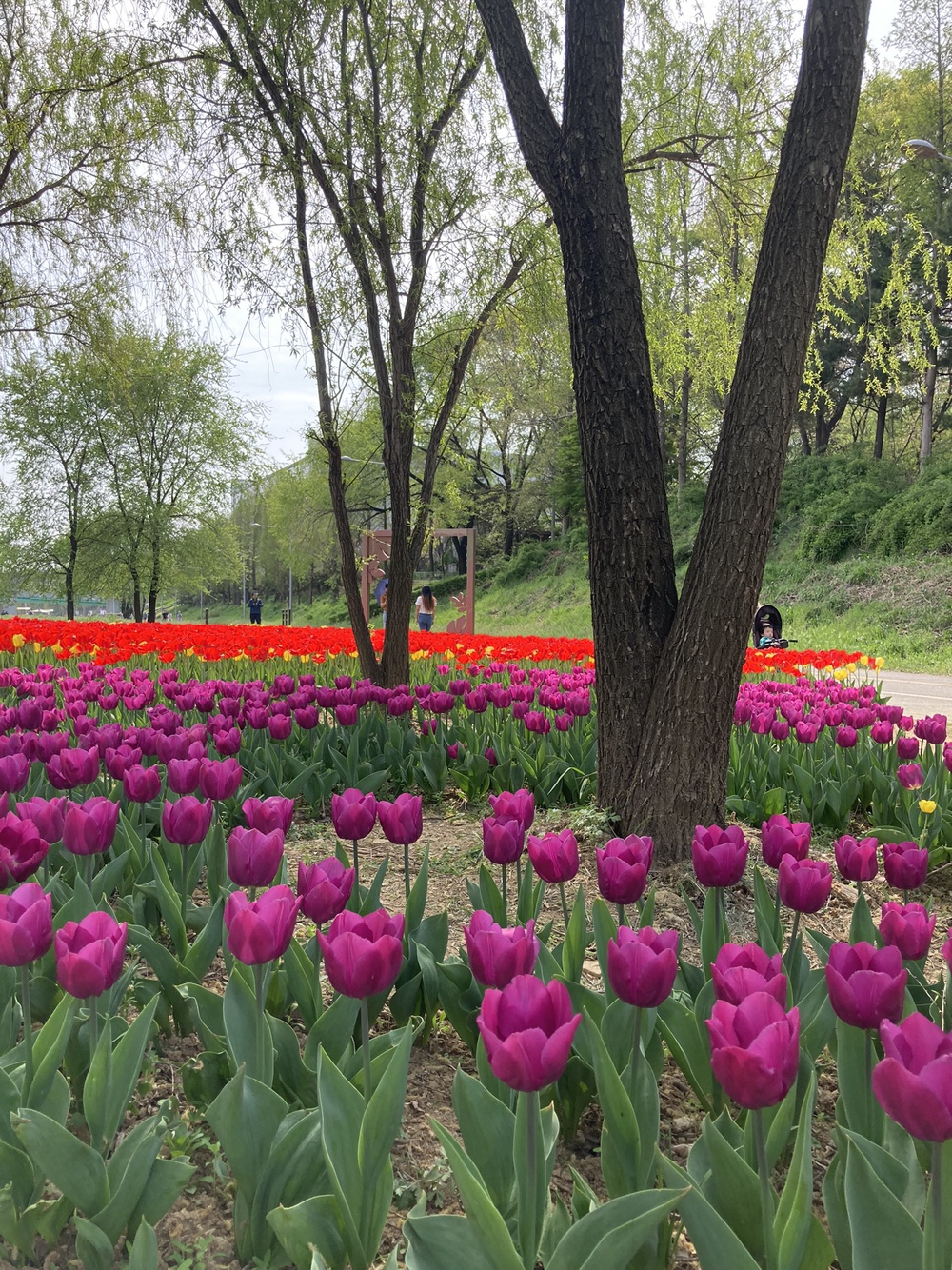
보라 튤립정원
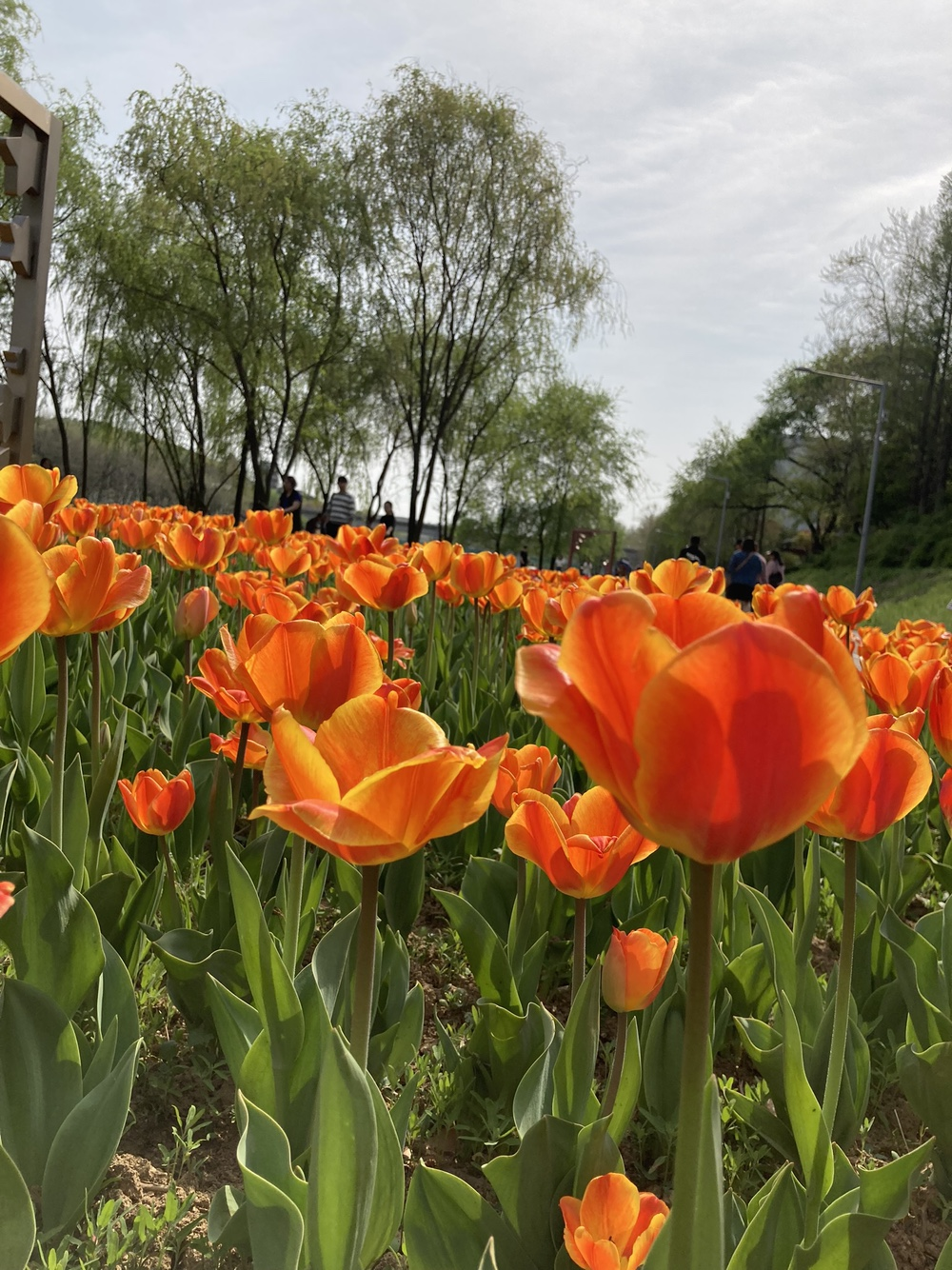
분홍튤립
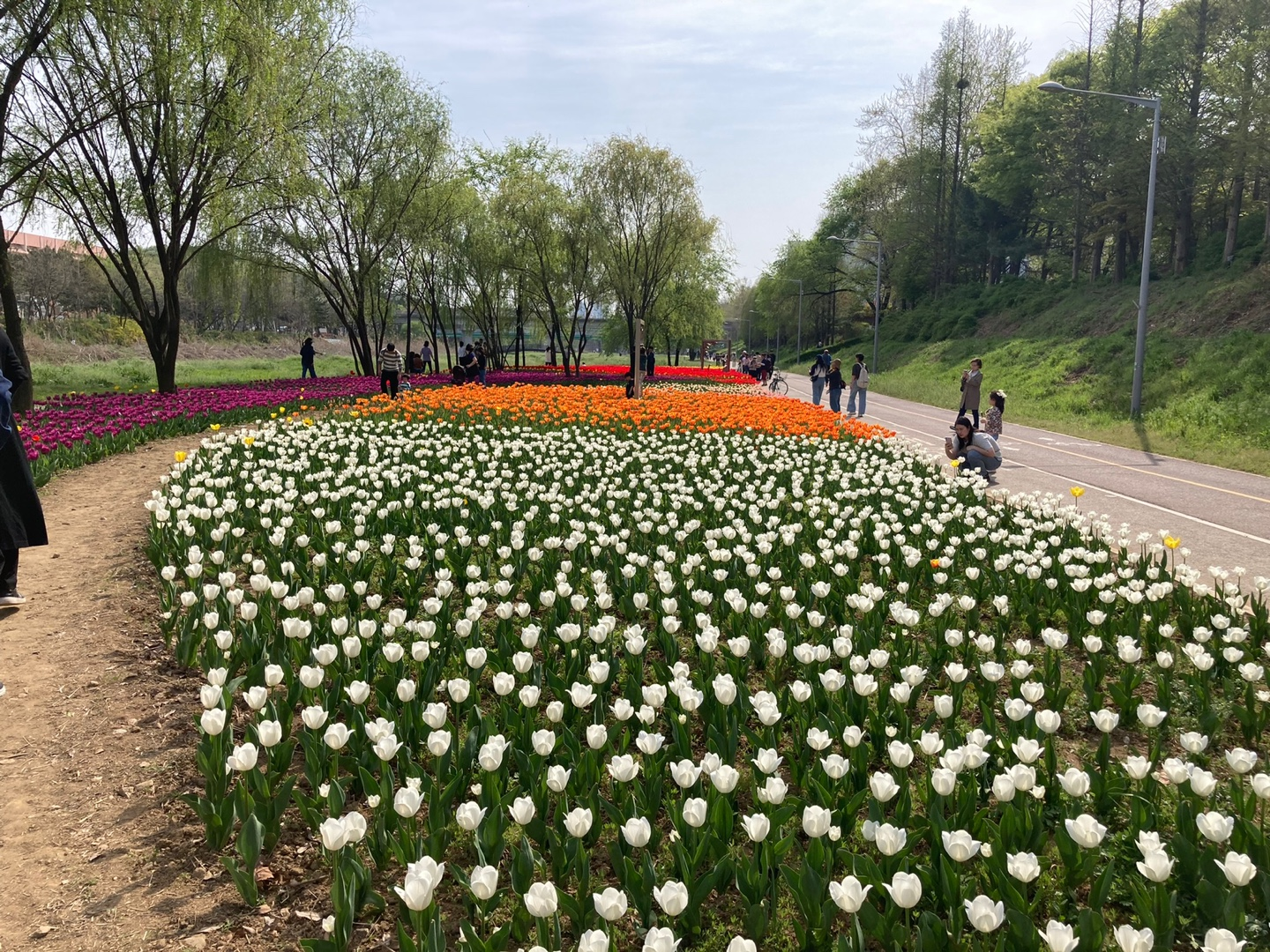
흰색튤립
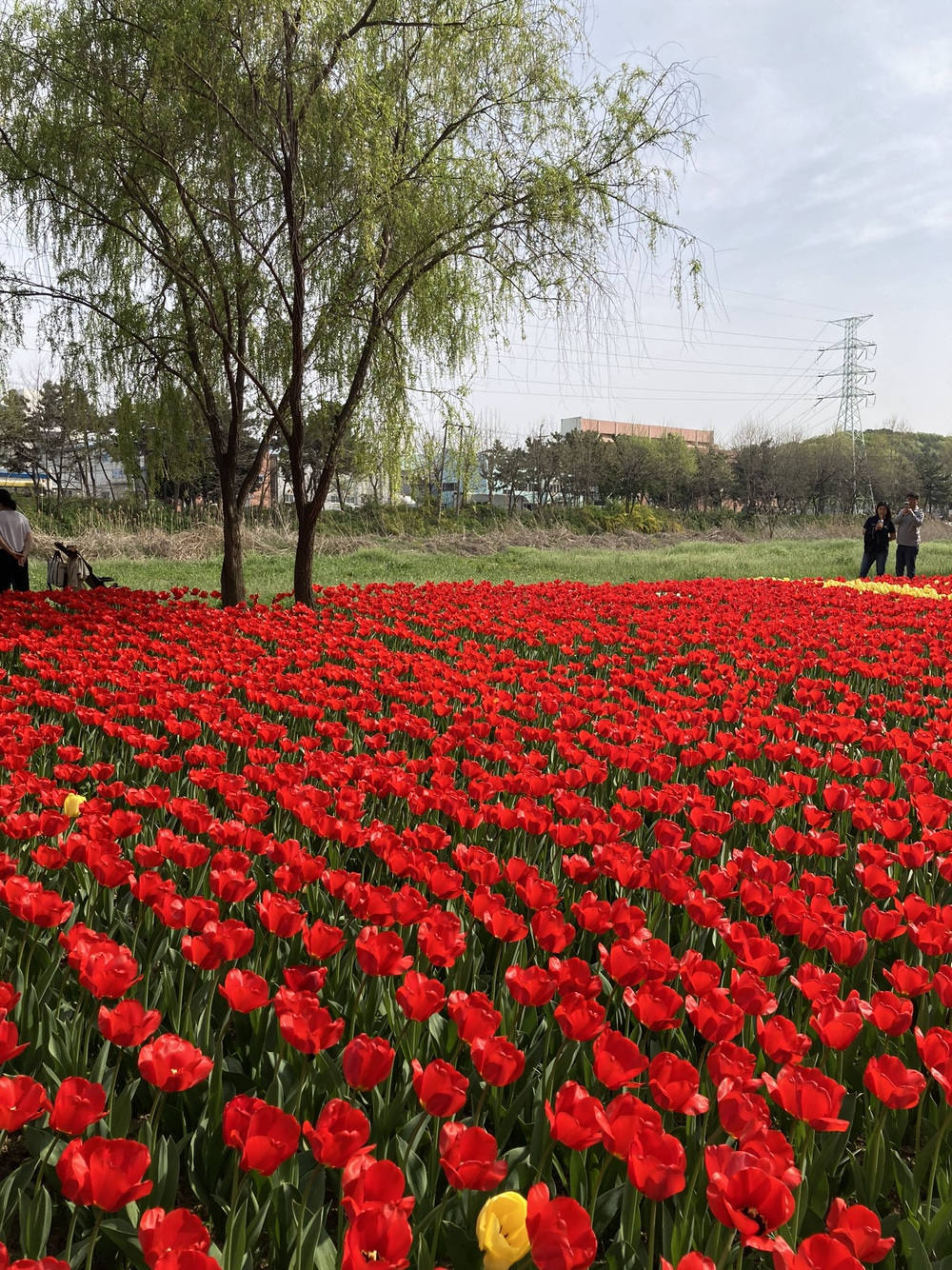
튤립정원 모습

### 찾아오는 조류

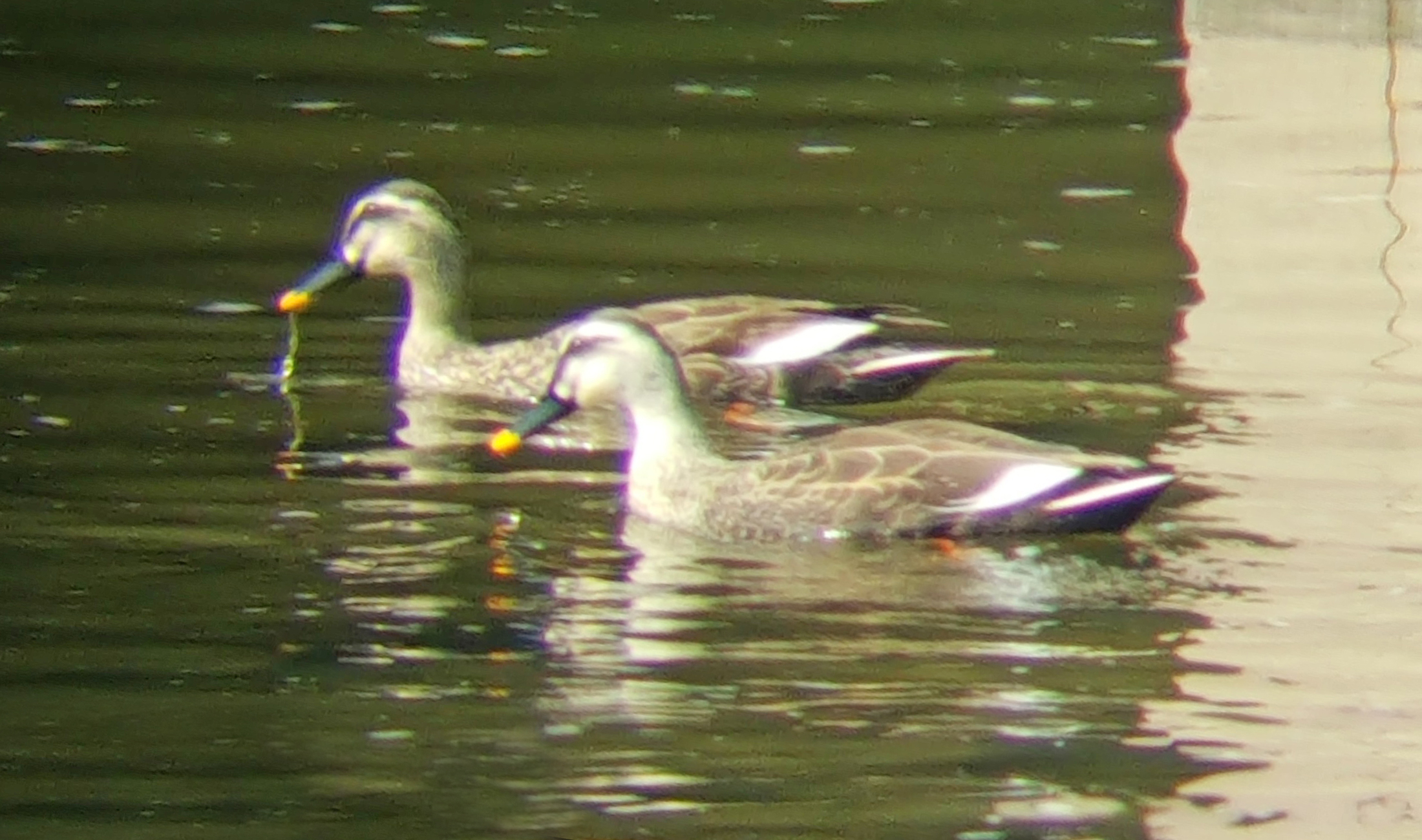
인천 남동구 승기천의 흰뺨검둥오리들
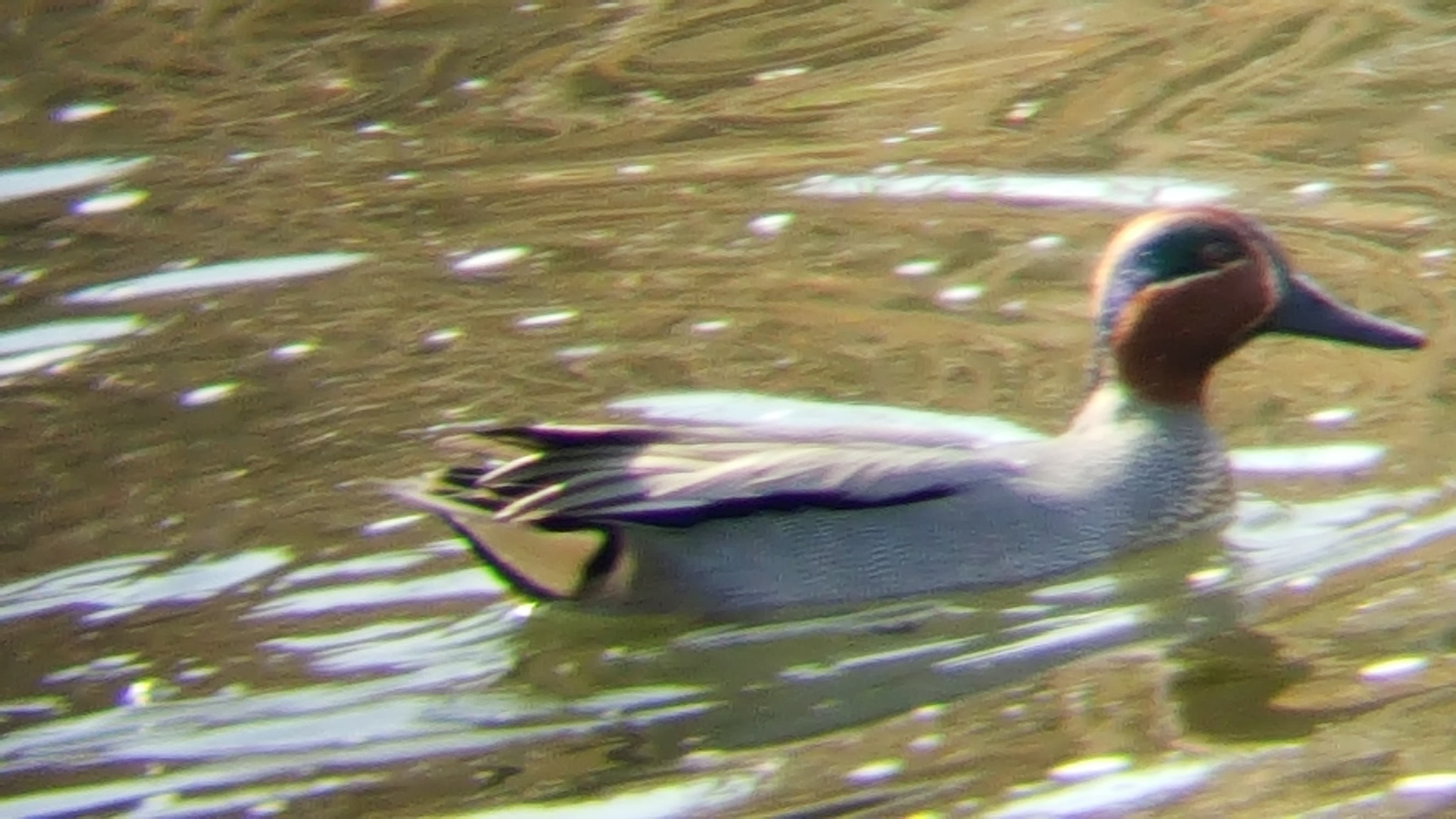
쇠오리의 식사시간
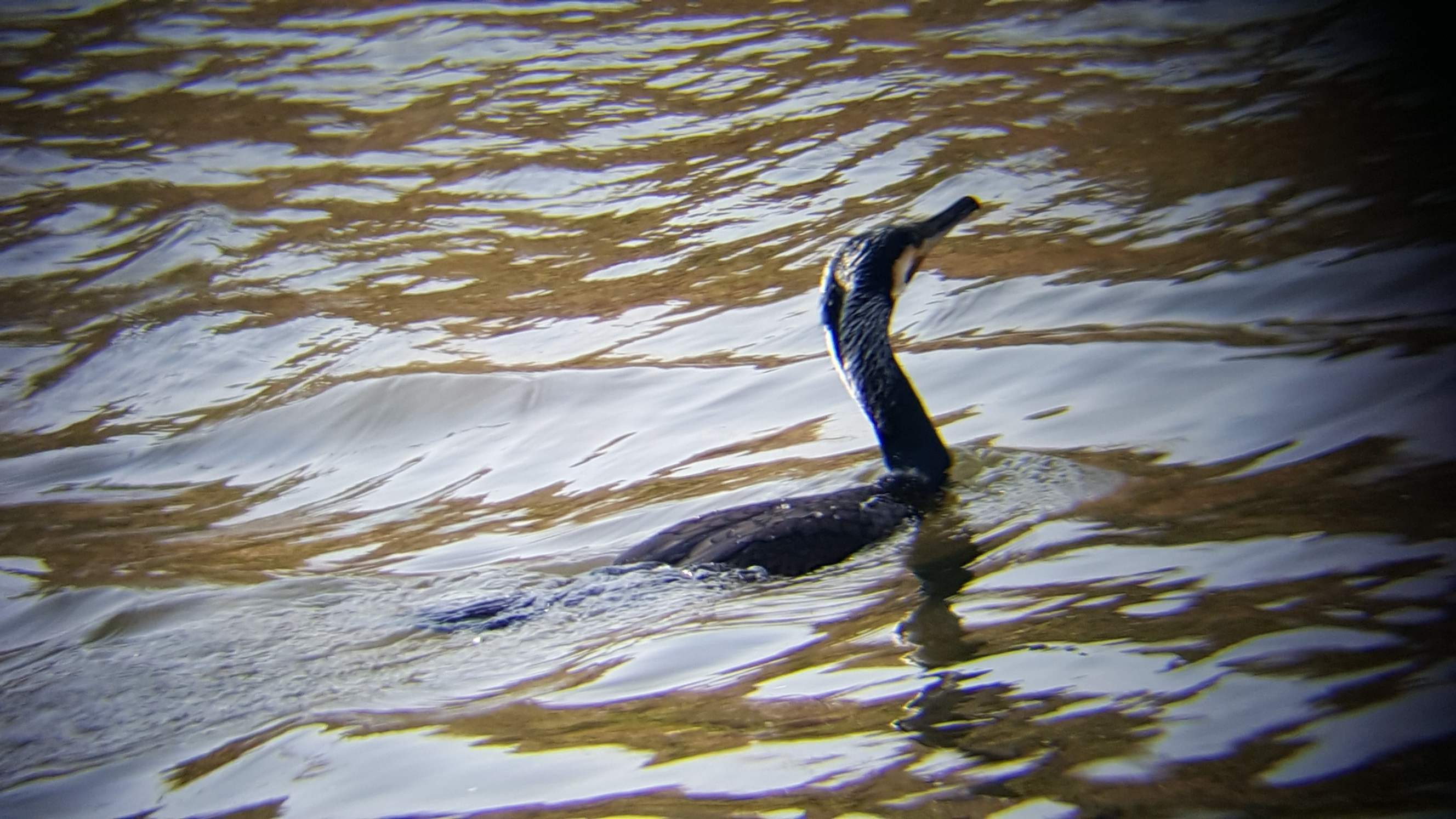
잠수를 준비하는 가마우지의 헤엄
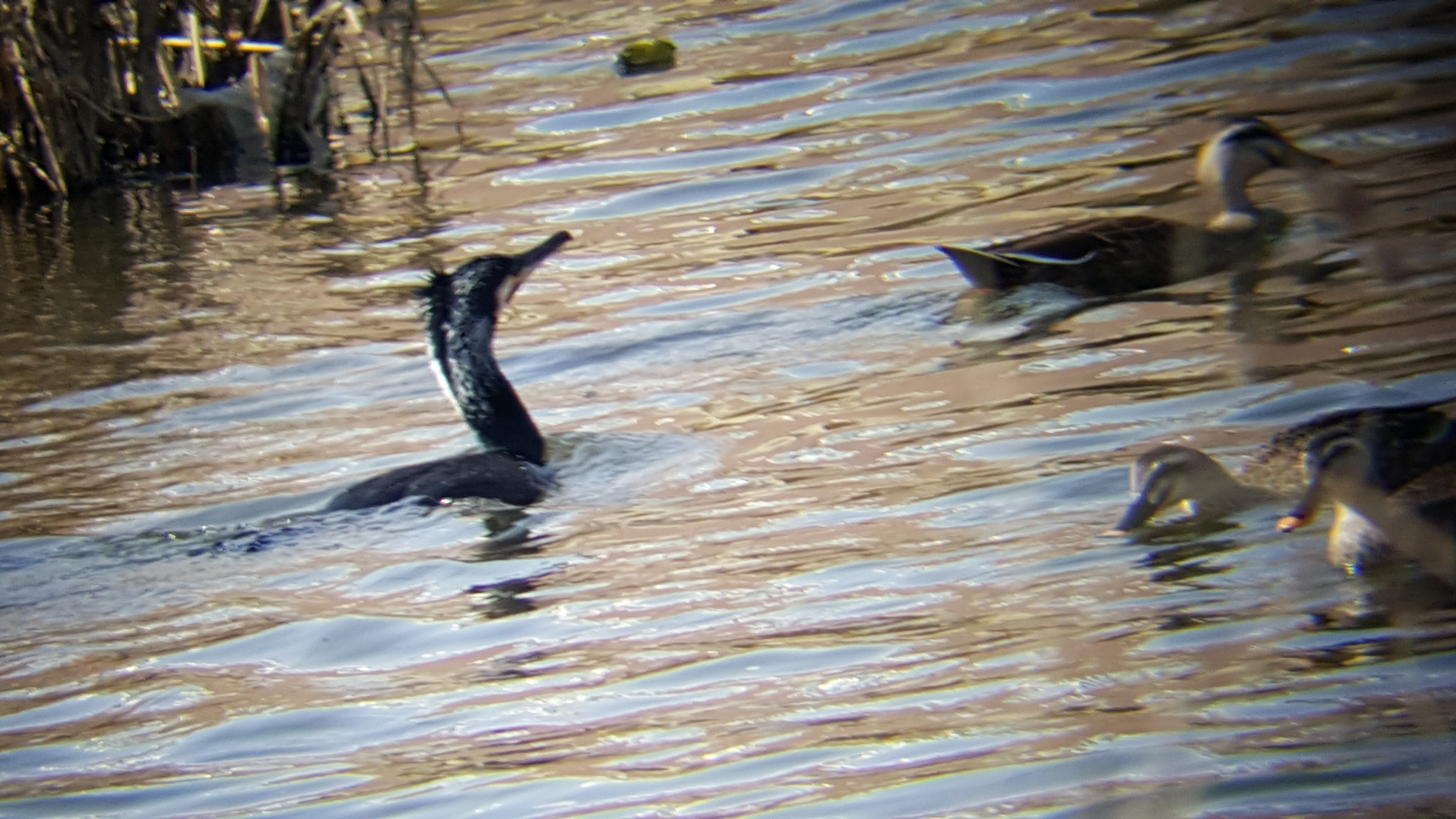
흰뺨검둥오리들과 가마우지

## 참고 문헌
- 문상범 외 (2005). 《인천의 산과 하천》. 인천: 인천광역시 역사자료관 역사문화연구실.
- 유창호 (2014). “일제강점기 ‘송도’ 연안의 개발과 어촌주민들의 삶”. 《인천학연구》 (인천대학교 인천학연구원) 1 (21): 7-44. 2019년 9월 8일에 확인함.
- 임동윤 (2017). “인천의 생활공간 변화와 지명의 특징”. 《기전문화연구》 (경인교육대학교 기전문화연구소) 38 (1): 17-40. 2019년 9월 2일에 확인함.
- 최혜은 (2013). “승기천의 역사와 문화” (PDF). 《하천과 문화》. 9권 2호 (서울: 한국하천협회). 20-25쪽. 2019년 9월 8일에 확인함.[깨진 링크(과거 내용 찾기)]